# Nantes Basket Hermine
El Nantes Basket Hermine es un equipo de baloncesto francés con sede en la ciudad de Nantes, que compite en la Pro B, la segunda competición de su país. Disputa sus partidos en la Salle de la Trocardière, con capacidad para 4.134 espectadores.

## Posiciones en liga
| Temporada | Nivel | Liga      | Pos. | G/P   | PL  | Resultado             | Copa de Francia  |
| --------- | ----- | --------- | ---- | ----- | --- | --------------------- | ---------------- |
| 1988-89   | 1     | LNB Pro A | 13   | 6-24  |     |                       |                  |
| 1989-90   | 1     | LNB Pro A | 6    | 21-13 | 0-2 | Playoffs preliminares |                  |
| 1990-91   | 1     | LNB Pro A | 15   | 11-19 |     | Descenso              |                  |
| 1991-92   | 2     | LNB Pro B | 3    |       |     |                       |                  |
| 1992-93   | 3     | NM2       |      |       |     |                       |                  |
| 1993-94   | 3     | NM2       |      |       |     |                       |                  |
| 1994-95   | 3     | NM2       |      |       |     |                       |                  |
| 1995-96   | 2     | LNB Pro B | 8    | 28-14 | 0-2 | Cuartos de final      |                  |
| 1996-97   | 2     | LNB Pro B | 9    |       |     |                       |                  |
| 1997-98   | 2     | LNB Pro B | 13   | 12-22 |     |                       |                  |
| 1998-99   | 2     | LNB Pro B | 14   | 13-17 |     |                       |                  |
| 1999-00   | 2     | LNB Pro B | 6    | 20-14 |     |                       |                  |
| 2000-01   | 2     | LNB Pro B | 14   | 9-21  |     |                       |                  |
| 2001-02   | 2     | LNB Pro B | 10   | 14-16 |     |                       |                  |
| 2002-03   | 2     | LNB Pro B | 16   | 9-21  |     | Descenso (a)          |                  |
| 2003-04   | 2     | LNB Pro B | 13   | 10-20 |     |                       |                  |
| 2004-05   | 2     | LNB Pro B | 12   | 14-18 |     |                       |                  |
| 2005-06   | 2     | LNB Pro B | 15   | 15-19 |     |                       | Segunda fase     |
| 2006-07   | 2     | LNB Pro B | 15   | 12-22 |     |                       | Primera fase     |
| 2007-08   | 2     | LNB Pro B | 7    | 19-15 | 1-2 | Cuartos de final      | Primera fase     |
| 2008-09   | 2     | LNB Pro B | 7    | 19-15 | 1-2 | Cuartos de final      |                  |
| 2009-10   | 2     | LNB Pro B | 15   | 13-21 |     |                       | Segunda fase     |
| 2010-11   | 2     | LNB Pro B | 10   | 18-16 |     |                       | Primera fase     |
| 2011-12   | 2     | LNB Pro B | 13   | 14-20 |     |                       | Segunda fase     |
| 2012-13   | 2     | LNB Pro B | 16   | 10-24 |     |                       | Primera fase     |
| 2013-14   | 2     | LNB Pro B | 15   | 16-28 | 3-3 |                       | Primera fase     |
| 2014–15   | 2     | LNB Pro B | 5    | 20-14 | 0-2 | Cuartos de final      | Octavos de final |
| 2015–16   | 2     | LNB Pro B | 7    | 18-16 | 0-2 | Cuartos de final      | Segunda fase     |
| 2016–17   | 2     | LNB Pro B | 6    | 18-16 | 5-3 | Finalista             | Primera fase     |
| 2017-18   | 2     | LNB Pro B | 13   | 12-22 |     |                       | Primera fase     |
| 2018-19   | 2     | LNB Pro B | 10   | 18-16 |     |                       | Primera fase     |
| 2019-20*  | 2     | LNB Pro B | 9    | 12-11 |     |                       | Suspendida       |
| 2020-21   | 2     | LNB Pro B | 10   | 17-17 |     |                       | Ronda de 64      |
| 2021-22   | 2     | LNB Pro B | 13   | 15-19 |     |                       | Ronda de 64      |
| 2022-23   | 2     | LNB Pro B | 16   | 12-22 |     |                       | Ronda de 128     |

fuente:eurobasket.com
Notas:
- (a) Permanece en la categoría tras la ampliación de 16 a 18 equipos.
- *La temporada fue cancelada debido a la pandemia del coronavirus.